# Richard Arnold (chính khách)
Richard Josef Arnold (sinh ngày 11 tháng 1 năm 1959) là một chính khách người Đức. Là thành viên của Liên minh Dân chủ Kitô giáo Đức, ông từng là Thị trưởng (Oberbürgermeister) của Schwäbisch Gmünd từ năm 2009 và là thị trưởng đồng tính công khai đầu tiên của thị trấn. Với tư cách là thị trưởng, ông đã thúc đẩy việc mở cửa thành phố cho người tị nạn.  Trước đây, Arnold là người đứng đầu Cơ quan Nhà nước của Baden-Württemberg thuộc Liên minh châu Âu.

## Đầu đời và giáo dục
Arnold sinh ngày 11 tháng 1 năm 1959 tại Herdtlinsweiler, ngoại ô Schwäbisch Gmünd ở Weiler in den Bergen. Ông là con cả trong gia đình có ba người con và là con trai của một nông dân.  Sau khi tốt nghiệp  Scheffold Gymnasium ở Schwäbisch Gmünd, ông theo học khoa học hành chính tại Đại học Konstanz và Đại học Goethe Frankfurt cho đến năm 1986. Ông được nhận học bổng du học tại Học viện Công nghệ Massachusetts ở Cambridge, Massachusetts, nơi ông tốt nghiệp năm 1988. Arnold đã được trao học bổng sau đại học từ Hội đồng phong trào châu Âu của Đức để đi du học tại trường Cao đẳng châu Âu ở Bruges.

## Đời tư
Arnold công khai là người đồng tính.  Ông đã kết hôn với Stephen Kirchenbauer, một nghệ sĩ và thư ký riêng của Công chúa Diane, Nữ công tước xứ Württemberg, cho đến khi Kirchenbauer qua đời vào năm 2012. Ông và Kirchenbauer sống trong ngôi nhà của cha mẹ Arnold ở Hergensweiler.
Ông là một Cơ đốc nhân đang thực hành và thông thạo tiếng Đức, Pháp, Anh, Hà Lan và Tây Ban Nha.
Arnold là thành viên sáng lập của Hiệp hội Phát triển Làng Herdtlinsweiler và là thành viên của Hội đồng Quản trị của Học viện Nói Lời ở Stuttgart. Với giọng nam cao, ông hát trong dàn hợp xướng nhà thờ và từng là Chủ tịch Hiệp hội Âm nhạc và Ca hát Thành phố ở Schwäbisch Gmünd.